# Jahor Filipenka

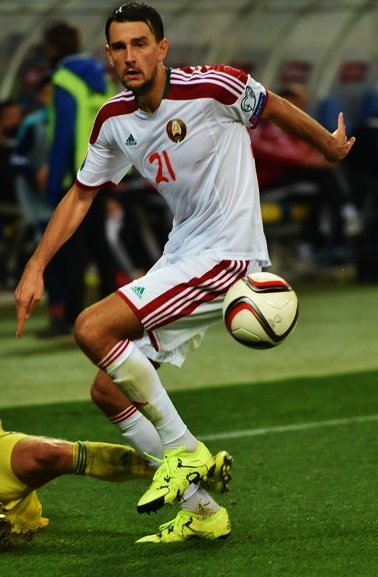
Jahor Filipenka

Jahor Usevaladavitj Filipenka (belarusiska: Ягор Усеваладавіч Філіпенка, łacinka: Jahor Usievaładavič Filipienka; ryska: Егор Всеволодович Филипенко, Jegor Vsevolodovitj Filipenko), född 10 april 1988 i Minsk, Vitryska SSR, Sovjetunionen (nuvarande Vitryssland), är en vitrysk fotbollsspelare (försvarare) som för närvarande spelar för israeliska Maccabi Tel Aviv. Han har tidigare spelat för bland annat BATE Borisov, Spartak Moskva och Málaga. Han har även spelat 44 landskamper för Vitrysslands herrlandslag i fotboll.